# Juan Joya
Pour les articles homonymes, voir Cordero.
Juan Víctor Joya Cordero, né à Lima le 25 février 1934 et mort dans la même ville le 29 mars 2007, est un footballeur péruvien qui jouait au poste d'attaquant. 
Idole du Peñarol de Montevideo, Juan Joya a la particularité d'avoir été international avec le Pérou et l'Uruguay.

## Biographie

### Carrière en club
Surnommé Negro el Once (« noir du onze »), Joya était un attaquant adroit, puissant et rapide. Il entame sa carrière professionnelle à l'Alianza Lima où il remporte les championnats de 1954 et 1955. En 1958, il devient meilleur buteur du championnat du Pérou avec 17 buts. 
En 1960, il s'enrôle au River Plate d'Argentine où il marque six buts en 21 matchs. L'année suivante, il rejoint le Peñarol d'Uruguay, où il joue durant neuf saisons et devient une figure historique. Avec les Aurinegros, il se taille un palmarès impressionnant avec six championnats d'Uruguay, deux Copa Libertadores, deux Coupes intercontinentales et une Supercoupe intercontinentale.
En 1970, il rentre au Pérou et termine sa carrière comme entraîneur-joueur du Juan Aurich de Chiclayo.

### Carrière en sélection

#### Avec le Pérou
International péruvien à neuf reprises entre 1957 et 1959 (pour trois buts marqués), Juan Joya participe aux championnats sud-américains de 1957 et 1959-I. Lors de cette dernière compétition, il marque un doublé lors de la victoire 5-3 sur l'Uruguay.
Buts avec le Pérou
| Buts en sélection de Juan Joya | Buts en sélection de Juan Joya | Buts en sélection de Juan Joya               | Buts en sélection de Juan Joya | Buts en sélection de Juan Joya | Buts en sélection de Juan Joya | Buts en sélection de Juan Joya |
|                                | Date                           | Lieu                                         | Adversaire                     | Score                          | Résultat                       | Compétition                    |
| ------------------------------ | ------------------------------ | -------------------------------------------- | ------------------------------ | ------------------------------ | ------------------------------ | ------------------------------ |
| 1.                             | 14 mars 1959                   | Estadio Monumental, Buenos Aires (Argentine) | Uruguay                        | 3-1                            | 5-3                            | Champ. sud-am. 1959-I          |
| 2.                             | 14 mars 1959                   | Estadio Monumental, Buenos Aires (Argentine) | Uruguay                        | 5-2                            | 5-3                            | Champ. sud-am. 1959-I          |
| 3.                             | 17 mai 1959                    | Estadio Nacional, Lima (Pérou)               | Angleterre                     | 3-1                            | 4-1                            | Amical                         |

#### Avec l'Uruguay
Ayant la nationalité uruguayenne, Juan Joya joue un match amical sous les couleurs de l'Uruguay, le 3 janvier 1965, face à l'Allemagne de l'Est (défaite 0-2).

## Palmarès(joueur)
| Alianza Lima - Championnat du Pérou (2) : - Champion : 1954 et 1955. - Meilleur buteur : 1958 (17 buts). |  | Peñarol - Championnat d'Uruguay (6) : - Champion : 1961, 1962, 1964, 1965, 1967 et 1968. - Copa Libertadores (2) : - Vainqueur : 1961 et 1966. - Coupe intercontinentale (2) : - Vainqueur : 1961 et 1966. - Supercoupe intercontinentale (1) : - Vainqueur : 1969. |